# Nealcidion alboplagiatum
Nealcidion alboplagiatum là một loài bọ cánh cứng trong họ Cerambycidae.